# NGC 6106
NGC 6106 est une galaxie spirale située dans la constellation d'Hercule. Sa vitesse par rapport au fond diffus cosmologique est de 1 527 ± 6 km/s, ce qui correspond à une distance de Hubble de 22,5 ± 1,6 Mpc (∼73,4 millions d'al). NGC 6106 a été découverte par l'astronome germano-britannique William Herschel en 1784.
La classe de luminosité de NGC 6106 est III et elle présente une large raie HI.
À ce jour, 29 mesures non basées sur le décalage vers le rouge (redshift) donnent une distance de 22,272 ± 4,113 Mpc (∼72,6 millions d'al), ce qui est à l'intérieur des valeurs de la distance de Hubble.